# Страхотина — Германовиці
Страхотина – Германовиці – сполучувальна ланка у газотранспортній системі Польщі, котра може стати частиною нового інтерконектора з українською газотранспортною системою.  
З 1982-го у Страхотині діє підземне сховище газу, ресурс до якого закачували через трубопровід діаметром 300 мм, прокладений від Германовиць. В останніх до нього потрапляв ресурс, відібраний із інтерконектора Комарно – Ярослав (з 1960-х сполучає газотранспортні системи України та Польщі), а також поданий компресорною станцією Мацьковичі – однією зі станцій, котра обслуговує найбільше в історії газової промисловості Польщі родовище Перемишль. У середині 2010-х рух по ділянці Комарно – Ярослав реверсували для поставок в Україну, так що блакитне паливо до Германовиць почало надходити (окрім перемишльського родовища) через переведений у непроектний режим газотранспортний коридор Ярослав – Варшава.  
У другій половині 2010-х Польща активізувала спроби уникнути залежності від постачання блакитного палива російського походження. Найбільш значним із започаткованих з цією метою проектів став запланований до завершення у 2022-му газогін Baltic Pipe, яким на балтійське узбережжя країни надходитиме природний газ норвезького походження. У комплексі з ним через західні та південні регіони Польщі прокладають трубопровід від Щецина, котрий досягатиме Страхотини. Останню перетворять на газовий хаб, де сходитимуться інтерконектори зі Словаччиною та Україною. При цьому в квітні 2020-го вже ввели в експлуатацію ще одину нитку трубопровіда між Страхотиною та Германовицями довжиною 72 км та значно більшим діаметром, аніж у попередньої – 700 мм (втім, частиною інтерконектору вона стане лише у випадку спорудження ділянки між Германовицями та українським гігантським комплексом підземних сховищ у Більче-Волиці).
На трасі нової нитки за допомогою методу спрямованого горизонтального буріння виконали 36 безтраншейних переходів, зокрема, довжиною 980 метрів під річкою Сян. Ще 8 тунелів знадобились для проходу під підвищеннями рел’єфу (траса проходить через Бещади), а 27 – для перетину автомобільних доріг, залізниць та водотоків.